# (3520) Klopsteg
(3520) Klopsteg (1952 SG) – planetoida z pasa głównego asteroid okrążająca Słońce w ciągu 3,39 lat w średniej odległości 2,26 j.a. Odkryta w Goethe Link Observatory 16 września 1952 roku.